# Prisogaster elevatus
Prisogaster elevatus là một loài ốc biểnthuộc họ Turbinidae.

## Mô tả
Chiều dài của vỏ ốc có thể đạt đến 13 mm, đường kính là 12 mm.

## Phân bổ
Loài này phân bố ở Thái Bình Dương, ngoài khơi Chile.